# Mercedes-Benz E-Klasse
Die Bezeichnung E-Klasse wird für eine Fahrzeugreihe von Mercedes-Benz genutzt. Seit der zweiten großen Modellpflege der Baureihe 124 im Mai 1993 und der damit einhergehenden Umstellung der Modellbezeichnungen bezeichnet Mercedes-Benz Fahrzeuge der oberen Mittelklasse als E-Klasse. Sie wurde unter der Registriernummer 000114827 für die Daimler AG im Europäischen Markenregister eingetragen.
Zusammen mit kleineren Designänderungen der Baureihe wurden die Modelle von beispielsweise 200 E (mit Ottomotor) oder 200 D (Diesel) in E 200 oder E 200 Diesel umbenannt. Das vorangestellte „E“ in den neuen Bezeichnungen steht für Executive, während vorher das nachgestellte „E“ eine Motorisierung mit (Benzin-)Einspritzung bezeichnete. 
Anfang 2009 wurde mit der Produktion der Baureihe 212 im Werk Sindelfingen begonnen. Das Coupé und das Cabriolet zur Baureihe 212 („Baureihe 207“) wurden im Werk Bremen auf der Bodengruppe der C-Klasse gebaut. In älteren Baureihen wurden Coupé und Cabriolet als CLK bezeichnet.
Die Baureihe 213 wurde seit April 2016 verkauft, das zugehörige Coupé war seit April 2017 als Baureihe 238 als Nachfolger der Baureihe 207 auf dem Markt.
Im April 2023 debütierte die Baureihe 214. Sie kam im Sommer 2023 in den Handel.
Die E-Klasse war jahrzehntelang das meistverkaufte Auto der oberen Mittelklasse in Deutschland und auch in Europa. In den Jahren 2005 und 2006 war dies der Audi A6. Seit 2007 ist die E-Klasse in Deutschland wieder das meistverkaufte Fahrzeug dieser Klasse.
In Deutschland hat die E-Klasse einen für diese Fahrzeugklasse ungewöhnlich hohen Privatanteil an den gesamten Neuzulassungen. Sie ist regelmäßig in den Top 20 der privaten Neuzulassungen vertreten.

## Die Baureihen im Überblick
1. Generation: BR 124 (bis 1995)
2. Generation: BR 210 (1996–2003)
3. Generation: BR 211 (2002–2009)
4. Generation: BR 212 (2009–2016)
5. Generation: BR 213 (2016–2023)
6. Generation: BR 214 (seit 2023)

| Typ           | Limousine           | Kombi               | Coupé                                                                                                | Cabriolet                                                                                            |
| ------------- | ------------------- | ------------------- | --- | --- |
| 1. Generation | W 124 bis 1995      | S 124 bis 1996      | C 124 bis 1996                                                                                       | A 124 bis 1997                                                                                       |
| 2. Generation | W 210 1995 bis 2002 | S 210 1996 bis 2003 | Coupé und Cabriolet wurden zur CLK-Klasse (BR 208), welche zwischen C- und E-Klasse positioniert ist | Coupé und Cabriolet wurden zur CLK-Klasse (BR 208), welche zwischen C- und E-Klasse positioniert ist |
| 3. Generation | W 211 2002 bis 2009 | S 211 2003 bis 2009 | Coupé und Cabriolet wurden zur CLK-Klasse (BR 209), welche zwischen C- und E-Klasse positioniert ist | Coupé und Cabriolet wurden zur CLK-Klasse (BR 209), welche zwischen C- und E-Klasse positioniert ist |
| 4. Generation | W 212 2009 bis 2016 | S 212 2009 bis 2016 | C 207 2009 bis 2016                                                                                  | A 207 2010 bis 2017                                                                                  |
| 5. Generation | W 213 2016 bis 2023 | S 213 2016 bis 2023 | C 238 2016 bis 2023                                                                                  | A 238 2017 bis 2023                                                                                  |
| 6. Generation | W 214 seit 2023     | S 214 seit 2023     | Coupé und Cabriolet werden zur CLE-Klasse (BR 236), welche zwischen C- und E-Klasse positioniert ist | Coupé und Cabriolet werden zur CLE-Klasse (BR 236), welche zwischen C- und E-Klasse positioniert ist |

## Vorgängermodelle
Die Vorgängermodelle der gleichen Fahrzeugklasse bezeichnete man noch nicht als E-Klasse.

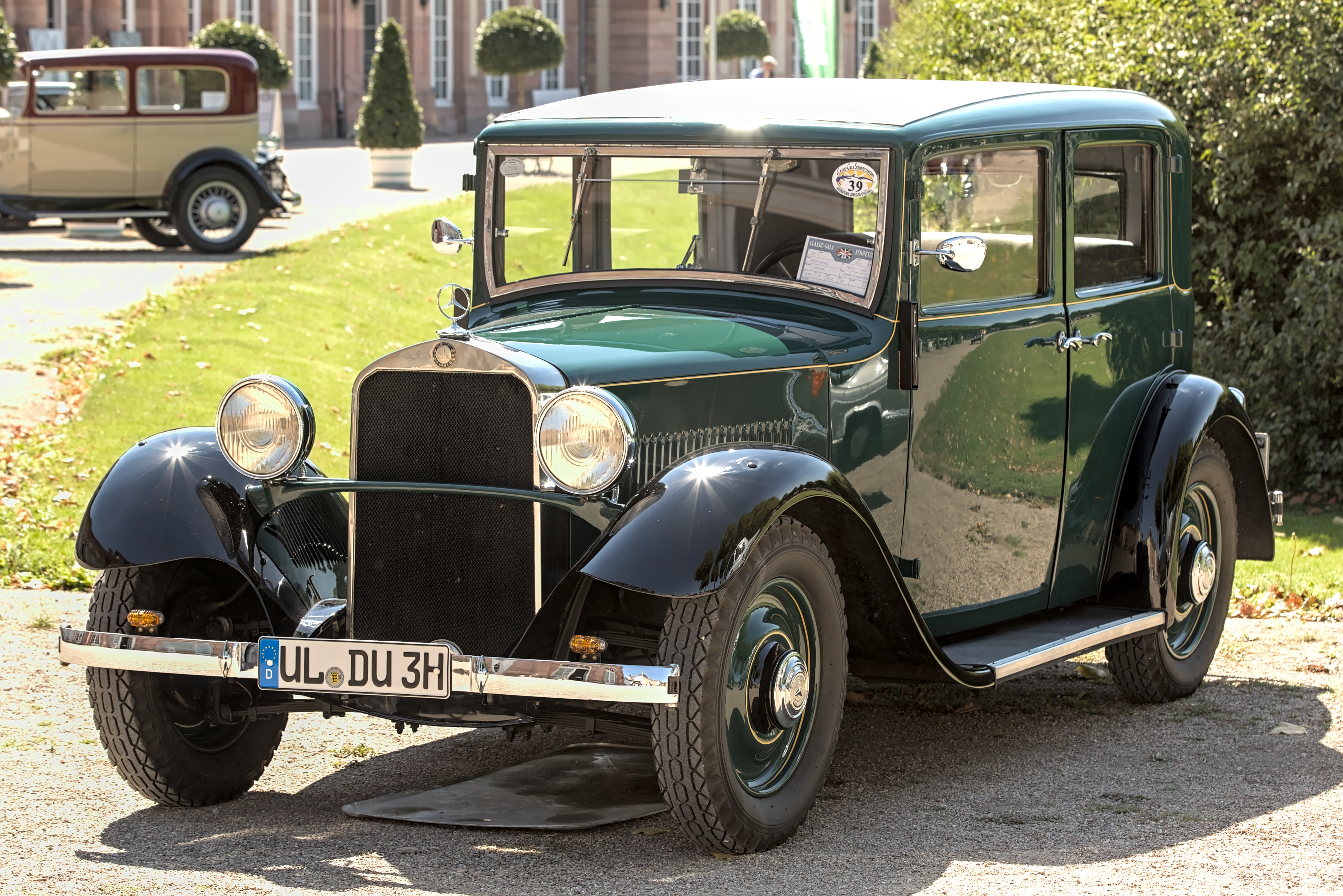
W 15, 1931–1936
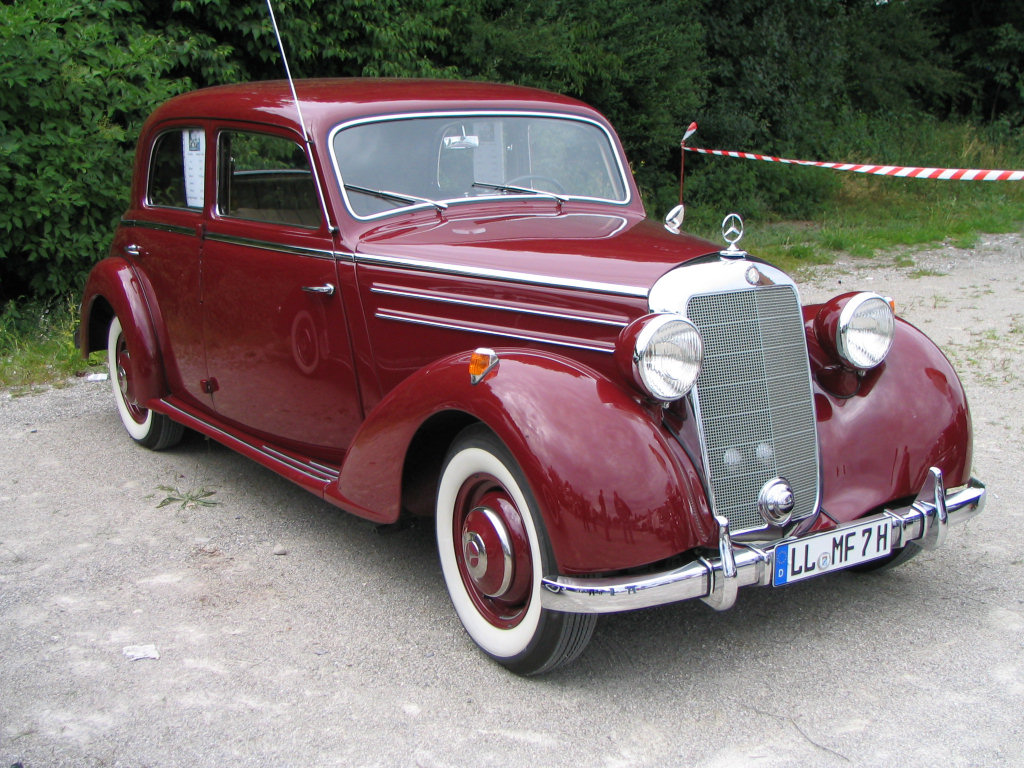
W 136, 1936–1942; 1947–1955
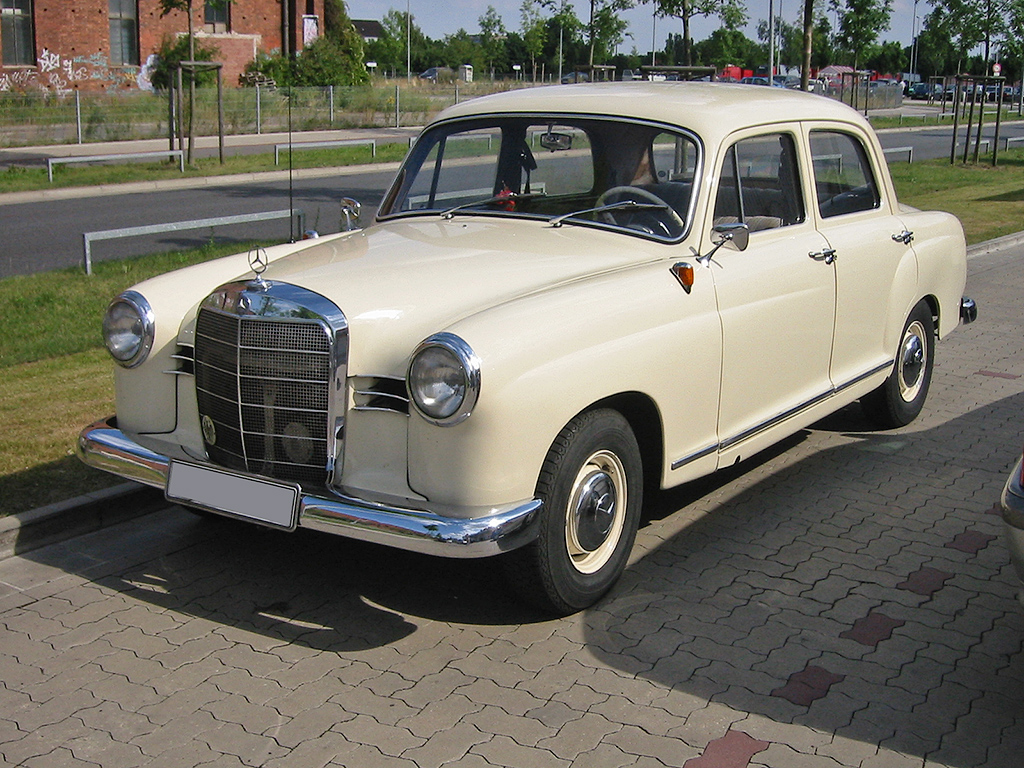
W 120/W 121, 1953–1962
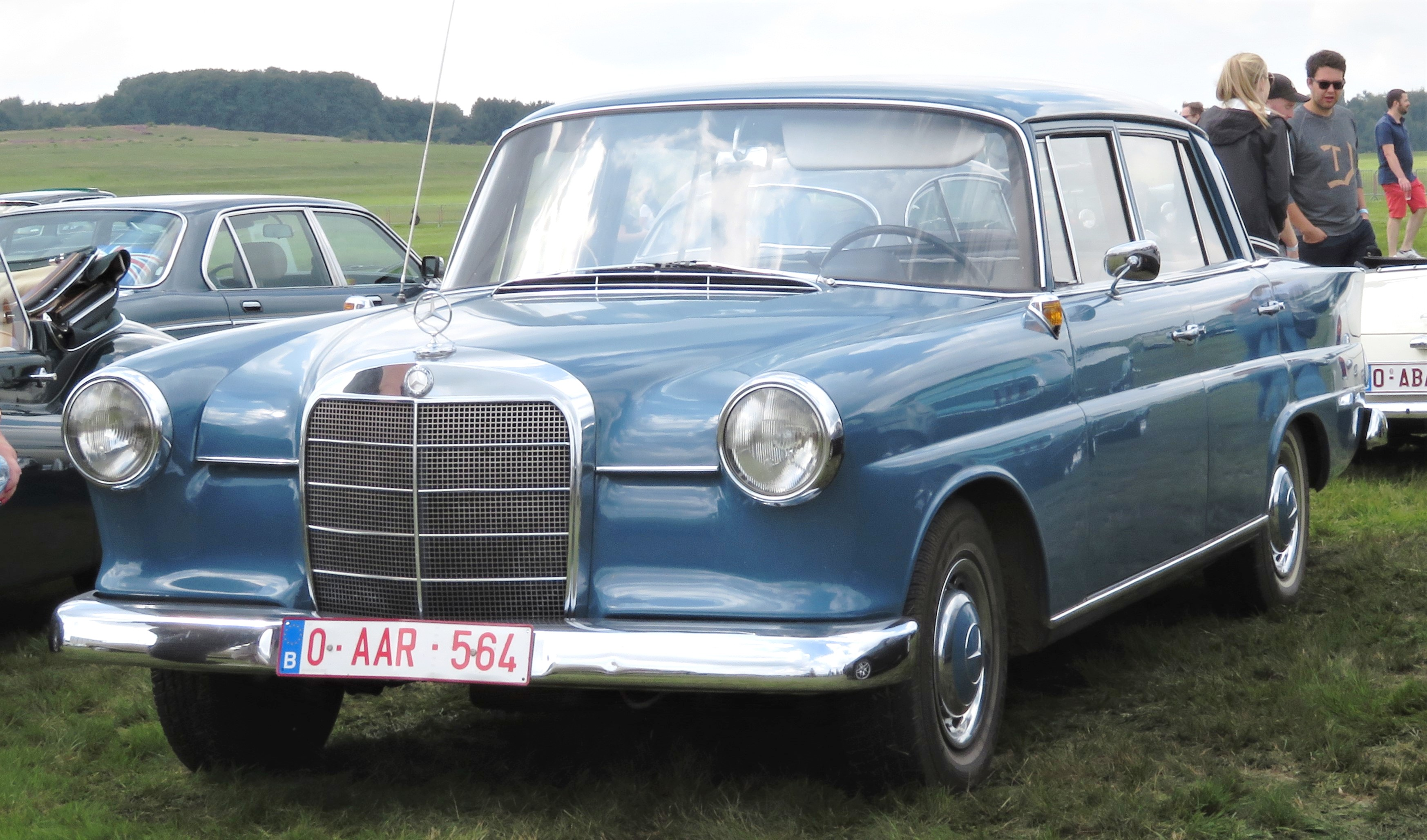
W 110, 1961–1968
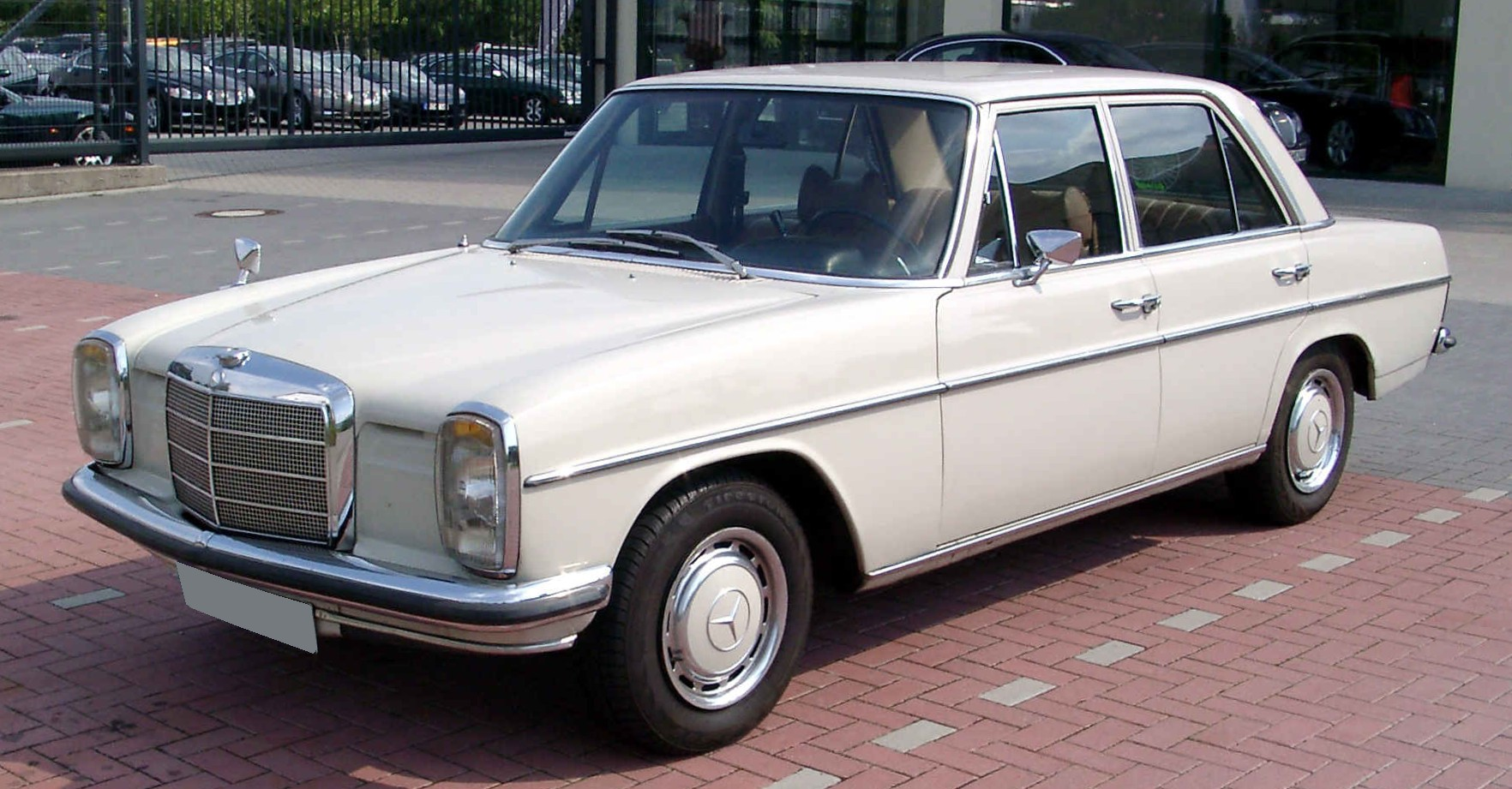
W 114/W 115, 1967–1976
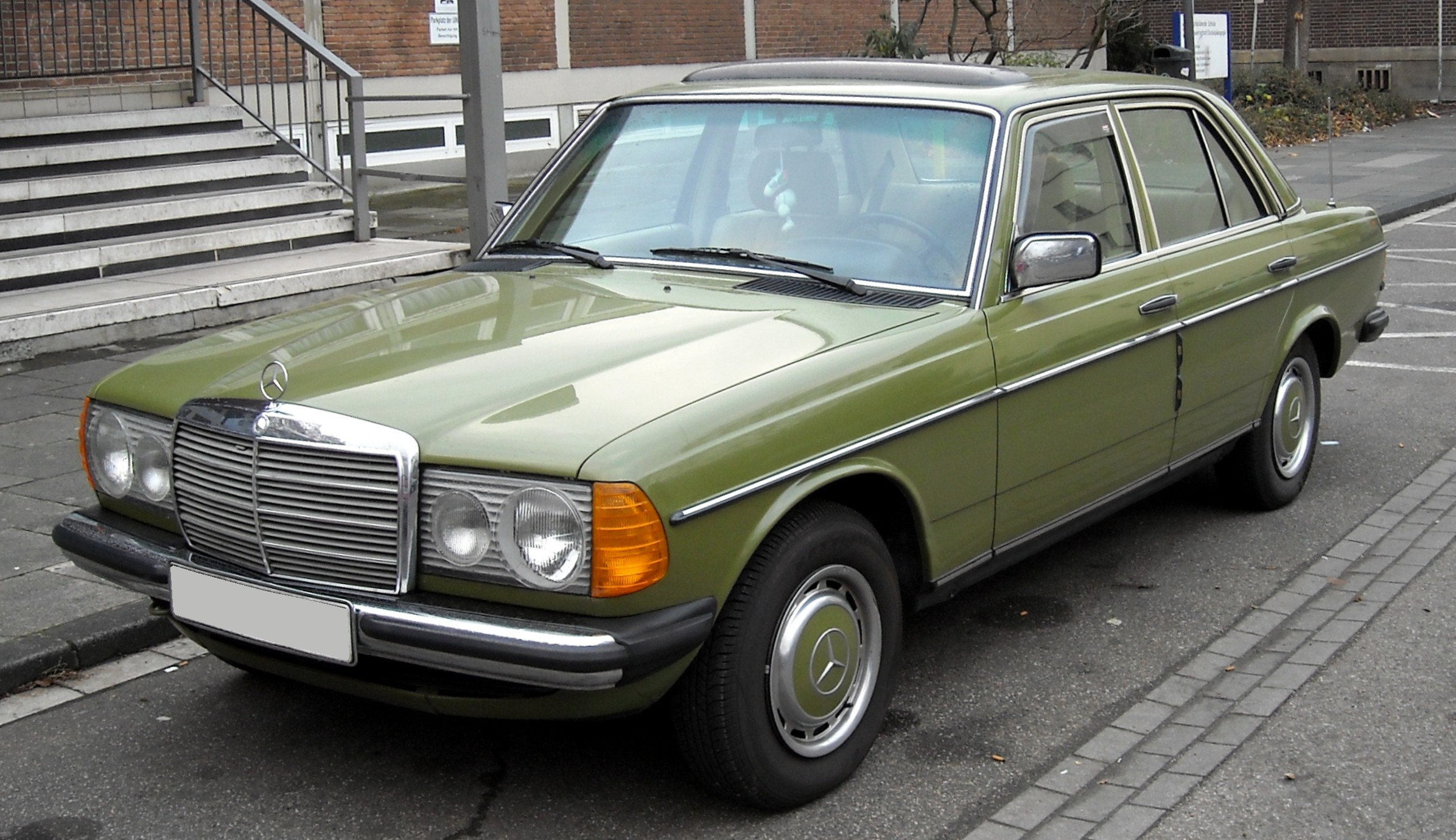
Baureihe 123, 1975–1986
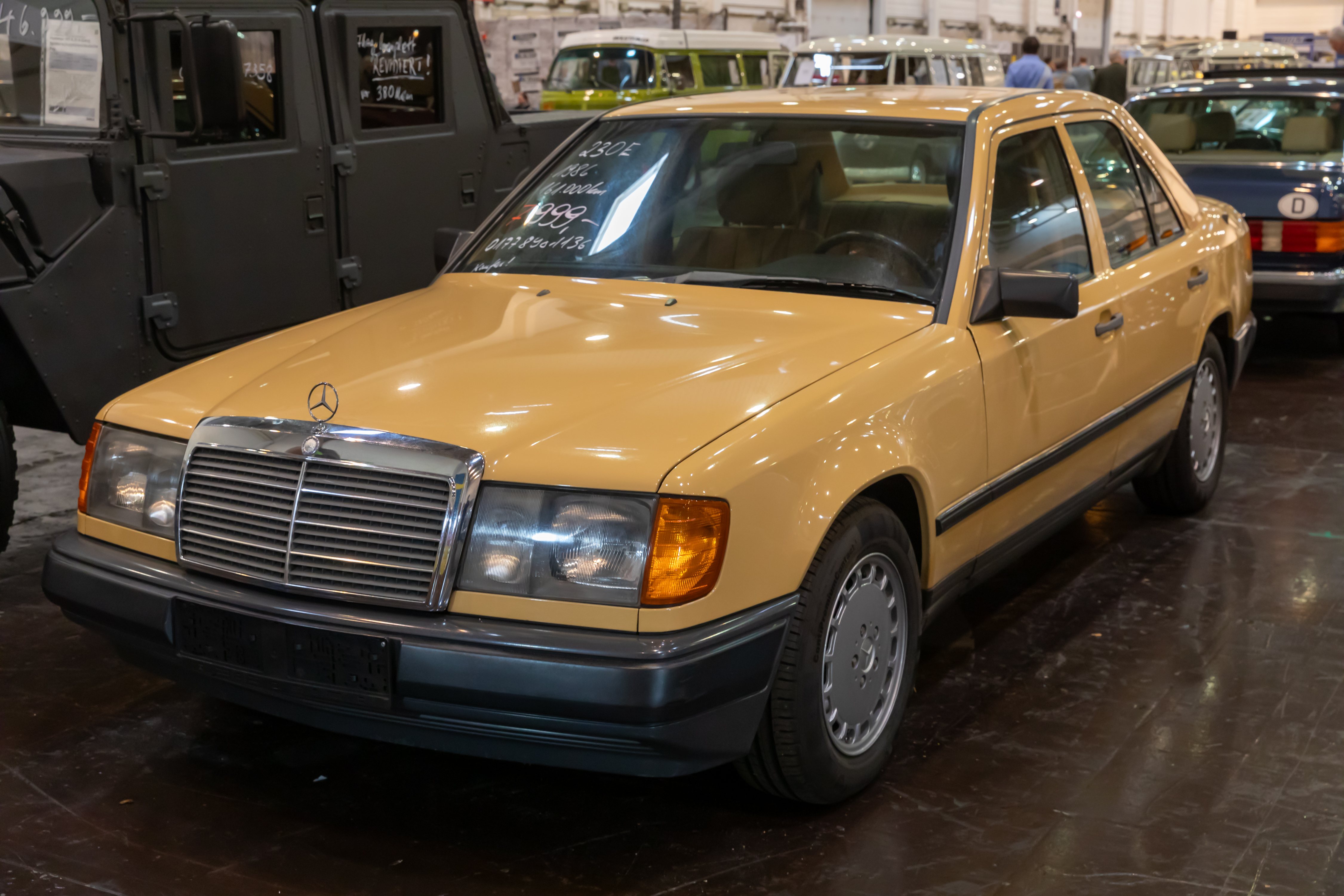
Baureihe 124, 1984–1993

## Sonstiges
Ein französischer Staatsbürger ließ sich im November 1992 die Bezeichnung „classe e“ als Markenzeichen eintragen. Im Jahre 1995 ließ er sich den Schutz im Rahmen einer internationalen Registrierung auch für den deutschen Markt schützen und drohte der Daimler-Benz AG damit, die Verwendung des Namens verbieten zu lassen. Der Franzose erhielt von Daimler-Benz 150.000 DM für die Nutzung des Namensrechts auf dem französischen Markt sowie weitere 50.000 DM für die Nutzung auf dem schweizerischen Markt. Für den deutschen Markt fanden die Kontrahenten keine Einigung. Daimler-Benz zog vor das Landgericht und später vor das Oberlandesgericht Frankfurt am Main und forderte die Feststellung, dass der französische Markeninhaber keine Ansprüche gegen Daimler-Benz habe. Beide Gerichte gaben Daimler-Benz recht. Der Franzose zog vor den Bundesgerichtshof. Dieser gab Daimler-Benz recht und urteilte im Jahr 2000, es könne rechtsmissbräuchlich sein, wenn ein Privatmann zu dem Zweck Marken eintragen lasse, um Unternehmen zu erpressen, die später diese Markennamen nutzen. Der Franzose habe eine Vielzahl an Marken eintragen lassen, an denen er keinen evidenten Nutzwillen hatte. Der Beklagte hatte rund 50 Marken eintragen lassen, war aber zum Zeitpunkt der Eintragung nicht Inhaber eines Betriebes. Dies sei ein Indiz für die rechtsmissbräuchliche Einstellung des Beklagten.